# Asienspiele 2014/Volleyball
Bei den Asienspielen 2014 in Incheon, Südkorea wurden vom 20. September bis 3. Oktober 2014 zwei Wettbewerbe im Volleyball ausgetragen.

## Männer

### Vorrunde

#### Pool A
| Rang | Land              | BPQ   | Sätze | Punkte |
| ---- | ----------------- | ----- | ----- | ------ |
| 1    | Südkorea          | 1,250 | 6:0   | 6      |
| 2    | Katar             | 1,200 | 6:0   | 6      |
| 3    | Chinesisch Taipeh | 0,882 | 3:8   | 2      |
| 4    | Kasachstan        | 0,902 | 2:9   | 1      |

#### Pool B
| Rang | Land          | BPQ   | Sätze | Punkte |
| ---- | ------------- | ----- | ----- | ------ |
| 1    | Japan         | 1,357 | 9:1   | 9      |
| 2    | Kuwait        | 1,000 | 7:3   | 6      |
| 3    | Pakistan      | 0,853 | 0:6   | 0      |
| 4    | Saudi-Arabien | 0,717 | 0:6   | 0      |

#### Pool C
| Rang | Land      | BPQ   | Sätze | Punkte |
| ---- | --------- | ----- | ----- | ------ |
| 1    | Iran      | 1,402 | 6:0   | 6      |
| 2    | Indien    | 1,169 | 6:4   | 6      |
| 3    | Hongkong  | 0,853 | 0:6   | 0      |
| 4    | Malediven | 0,700 | 0:6   | 0      |

#### Pool D
| Rang | Land                | BPQ   | Sätze | Punkte |
| ---- | ------------------- | ----- | ----- | ------ |
| 1    | Volksrepublik China | 1,718 | 9:0   | 9      |
| 2    | Thailand            | 1,144 | 6:3   | 6      |
| 3    | Malaysia            | 0,613 | 0:6   | 0      |
| 4    | Turkmenistan        | 0,578 | 0:6   | 0      |

### Finalrunde
|  | Viertelfinale       | Viertelfinale |                     |          | Halbfinale          | Halbfinale |  |  | Finale | Finale |
|  |                     |               |                     |          |                     |            |  |  |        |        |
|  |                     |               |                     |          |                     |            |  |  |        |        |
|  | Indien              | 2             |                     |          |                     |            |  |  |        |        |
|  | Indien              | 2             |                     |          |                     |            |  |  |        |        |
|  | Japan               | 3             |                     |          |                     |            |  |  |        |        |
|  | Japan               | 3             | Japan               | 3        |                     |            |  |  |        |        |
|  |                     |               | Japan               | 3        |                     |            |  |  |        |        |
|  |                     | Südkorea      | 1                   |          |                     |            |  |  |        |        |
|  | Südkorea            | Südkorea      | 1                   | 3        |                     |            |  |  |        |        |
|  | Südkorea            |               |                     | 3        |                     |            |  |  |        |        |
|  | Thailand            | 1             |                     |          |                     |            |  |  |        |        |
|  |                     |               | Japan               | 1        |                     |            |  |  |        |        |
|  |                     |               |                     | Iran     | 3                   |            |  |  |        |        |
|  | Katar               | 1             |                     |          |                     |            |  |  |        |        |
|  | Volksrepublik China | 3             |                     |          |                     |            |  |  |        |        |
|  | Volksrepublik China | 3             | Volksrepublik China | 0        |                     |            |  |  |        |        |
|  |                     |               | Volksrepublik China | 0        | Spiel um Platz 3    |            |  |  |        |        |
|  |                     | Iran          | 3                   |          |                     |            |  |  |        |        |
|  | Iran                | Iran          | 3                   | 3        | Volksrepublik China | 1          |  |  |        |        |
|  | Iran                |               |                     | 3        | Volksrepublik China | 1          |  |  |        |        |
|  | Kuwait              | 0             |                     | Südkorea | 3                   |            |  |  |        |        |
|  | Kuwait              | 0             |                     |          | 3                   |            |  |  |        |        |
|  |                     |               |                     |          |                     |            |  |  |        |        |

### Endergebnis
| Platz | Land | Athleten |
| ----- | ---- | --- |
| 1     | IRI  | Shahram Mahmoudi Khatounabadi, Milad Ebadipour Gharahassanlou, Mirsaeid Marouflakrani, Farhad Ghaemi, Seyed Mohammad Mousavi Eraghi, Pourya Fayazi Damnabi, Farhad Zarif Ahangaran Varzandeh, Adel Gholami, Amir Ghafour, Mojtaba Mirzajanpurmouziraji, Mehdi Mahdavi, Armin Tashakori |
| 2     | JPN  | Kunihiro Shimizu, Shohei Uchiyama, Yu Koshikawa, Ryosuke Tsubakiyama, Masahiro Yanagida, Akihiro Yamauchi, Hideomi Fukatsu, Yuki Ishikawa, Takashi Dekita, Takeshi Nagano, Yuta Yoneyama, Yamato Fushimi                                                                               |
| 3     | KOR  | Song Myunggeun, Han Sunsoo, Shin Yungsuk, Lee Mingyu, Park Sangha, Kwak Seungsuk, Bu Yongchan, Choi Minho, Jeon Kwangin, Park Chulwoo, Seo Jaeduck, Jeong Minsu |

Die Vorrunde wurde vom 20. bis 27. September ausgetragen.

Die Finalrunde wurde vom 28. September bis 3. Oktober ausgetragen.

## Frauen

### Vorrunde

#### Pool A
| Rang | Land     | BPQ   | Sätze | Punkte |
| ---- | -------- | ----- | ----- | ------ |
| 1    | Südkorea | 1,573 | 9:0   | 9      |
| 2    | Thailand | 1,173 | 6:4   | 6      |
| 3    | Japan    | 1,034 | 4:6   | 3      |
| 4    | Indien   | 0,449 | 0:9   | 0      |

#### Pool B
| Rang | Land                | BPQ   | Sätze | Punkte |
| ---- | ------------------- | ----- | ----- | ------ |
| 1    | Volksrepublik China | 1,993 | 12:0  | 12     |
| 2    | Chinesisch Taipeh   | 1,540 | 9:3   | 9      |
| 3    | Kasachstan          | 1,020 | 6:7   | 6      |
| 4    | Hongkong            | 0,821 | 4:9   | 3      |
| 5    | Malediven           | 0,310 | 0:12  | 0      |

### Finalrunde
|  | Viertelfinale       | Viertelfinale |                     |                     | Halbfinale       | Halbfinale |  |  | Finale | Finale |
|  |                     |               |                     |                     |                  |            |  |  |        |        |
|  |                     |               |                     |                     |                  |            |  |  |        |        |
|  | Südkorea            | 3             |                     |                     |                  |            |  |  |        |        |
|  | Südkorea            | 3             |                     |                     |                  |            |  |  |        |        |
|  | Hongkong            | 0             |                     |                     |                  |            |  |  |        |        |
|  | Hongkong            | 0             | Südkorea            | 3                   |                  |            |  |  |        |        |
|  |                     |               | Südkorea            | 3                   |                  |            |  |  |        |        |
|  |                     | Japan         | 0                   |                     |                  |            |  |  |        |        |
|  | Chinesisch Taipeh   | Japan         | 0                   | 0                   |                  |            |  |  |        |        |
|  | Chinesisch Taipeh   |               |                     | 0                   |                  |            |  |  |        |        |
|  | Japan               | 3             |                     |                     |                  |            |  |  |        |        |
|  |                     |               | Südkorea            | 3                   |                  |            |  |  |        |        |
|  |                     |               |                     | Volksrepublik China | 0                |            |  |  |        |        |
|  | Volksrepublik China | 3             |                     |                     |                  |            |  |  |        |        |
|  | Indien              | 0             |                     |                     |                  |            |  |  |        |        |
|  | Indien              | 0             | Volksrepublik China | 3                   |                  |            |  |  |        |        |
|  |                     |               | Volksrepublik China | 3                   | Spiel um Platz 3 |            |  |  |        |        |
|  |                     | Thailand      | 1                   |                     |                  |            |  |  |        |        |
|  | Thailand            | Thailand      | 1                   | 3                   | Japan            | 0          |  |  |        |        |
|  | Thailand            |               |                     | 3                   | Japan            | 0          |  |  |        |        |
|  | Kasachstan          | 0             |                     | Thailand            | 3                |            |  |  |        |        |
|  | Kasachstan          | 0             |                     |                     | 3                |            |  |  |        |        |
|  |                     |               |                     |                     |                  |            |  |  |        |        |

### Endergebnis
| Platz | Land | Athleten |
| ----- | ---- | --- |
| 1     | KOR  | Lee Hyohee, Kim Heejin, Kim Haeran, Lee Jaeyeong, Nam Jieyoun, Lee Dayeong, Kim Yeonkoung, Han Songyi, Park Jeongah, Yang Hyojin, Bae Yoona, Baek Mokhwa                                                                     |
| 2     | CHN  | Qiao Ting, Yao Di, Yin Na, Wang Qian, Ding Xia, Yan Ni, Zhang Changning, Li Jing, Zhang Xiaoya, Liu Yanhan, Huang Liuyan, Wang Qi                                                                                            |
| 3     | THA  | Piyanut Pannoy, Em Orn Phanusit, Thatdao Nuekjang, Pleumjit Thinkaow, Onuma Sittirak, Khatthalee Pinsuwan, Wilavan Apinyapong, Tapaphaipun Chaisri, Nootsara Tomkom, Malika Kanthong, Kaewkalaya Kamulthala, Parinya Pankaew |

Die Vorrunde wurde vom 20. bis 26. September ausgetragen.

Die Finalrunde wurde vom 27. September bis 2. Oktober ausgetragen.